# Segunda División de México 2017-18
La Temporada 2017-18 de la Liga Premier fue la LXVIII temporada de torneos de la Segunda División de México. Se divide en dos torneos cortos, el torneo Apertura 2017 y el torneo Clausura 2018.
La Liga Premier se divide en dos ligas, la Serie A y la Serie B. Cada liga juega los torneos Apertura 2017 y Clausura 2018 por separado. La Serie A cuenta además con la inclusión de filiales de los 18 equipos de la Liga Bancomer MX, sin tener derecho a ascenso.

## Temporada 2017-18 Serie A
La Temporada 2017-18 de la Serie A se divide en dos torneos cortos, el torneo Apertura 2017 y el torneo Clausura 2018. El campeón del torneo Apertura 2017 jugará contra el campeón del torneo Clausura 2018, para así poder determinar quien ascenderá a la Liga de Ascenso, o bien si se presenta el caso, el equipo que logre ganar los dos torneos en un año, ascenderá directo sin tener que jugar una serie final.

### Grupo 1
| Equipo                            | Ciudad                         | Fundación      | Estadio                           | Aforo  | Filial de                      |
| --------------------------------- | ------------------------------ | -------------- | --------------------------------- | ------ | ------------------------------ |
| Atlas Premier                     | Zapopan, Jalisco               | 2015 (10 años) | Alfredo "Pistache" Torres         | 3 000  | Atlas Fútbol Club              |
| Guadalajara Premier               | Zapopan, Jalisco               | 2015 (10 años) | Verde Valle                       | 2 000  | Club Deportivo Guadalajara     |
| León Premier                      | León, Guanajuato               | 2015 (10 años) | Casa Club León                    | 1 000  | Club León                      |
| Monarcas Morelia Premier          | Morelia, Michoacán             | 2015 (10 años) | Cancha Anexa del Morelos          | 1 000  | Club Atlético Monarcas Morelia |
| Monterrey Premier                 | Santiago, Nuevo León           | 2015 (10 años) | El Barrial                        | 3 000  | Club de Fútbol Monterrey       |
| Necaxa Premier                    | Aguascalientes, Aguascalientes | 2016 (8 años)  | Victoria                          | 24 000 | Club Necaxa                    |
| Santos Laguna Premier             | Torreón, Coahuila              | 2015 (10 años) | TSM Cancha Externa No. 5          | 1 000  | Club Santos Laguna             |
| Tigres UANL Premier               | Zuazua, Nuevo León             | 2015 (10 años) | Instalaciones de Zuazua No. 2     | 1 000  | Tigres UANL                    |
| Tijuana Premier                   | Tijuana, Baja California       | 2015 (10 años) | Caliente                          | 27 333 | Club Tijuana                   |
| Atlético Reynosa                  | Reynosa, Tamaulipas            | 2017 (7 años)  | Unidad Deportiva Solidaridad      | 16 417 |                                |
| Deportivo Tepic JAP               | Tepic, Nayarit                 | 1959 (65 años) | Arena Cora                        | 12 271 |                                |
| Durango                           | Durango, Durango               | 1997 (28 años) | Francisco Zarco                   | 18 000 |                                |
| Gavilanes                         | Matamoros, Tamaulipas          | 2011 (13 años) | Hogar                             | 22 000 |                                |
| Pacific                           | Los Mochis, Sinaloa            | 2017 (7 años)  | Centenario                        | 10 844 |                                |
| Tecos                             | Zapopan, Jalisco               | 1971 (53 años) | Tres de Marzo                     | 30 000 |                                |
| Tepatitlán                        | Tepatitlán de Morelos, Jalisco | 1944 (81 años) | Gregorio "Tepa" Gómez             | 10 000 |                                |
| Universidad Autónoma de Chihuahua | Chihuahua, Chihuahua           | 2005 (20 años) | Olímpico Universitario José Baeza | 22 000 |                                |
| Universidad de Colima             | Colima, Colima                 | 1981 (43 años) | Olímpico Universitario de Colima  | 12 000 |                                |

### Grupo 2
| Equipo                       | Ciudad                            | Fundación       | Estadio                              | Aforo  | Filial de                   |
| ---------------------------- | --------------------------------- | --------------- | ------------------------------------ | ------ | --------------------------- |
| América Premier              | Ciudad de México                  | 2015 (10 años)  | Inst. Club América Cancha No. 2      | 1 000  | Club América                |
| Cruz Azul Premier            | Ciudad Cooperativa Jasso, Hidalgo | 2015 (10 años)  | 10 de diciembre                      | 17 000 | Cruz Azul Fútbol Club       |
| Querétaro Premier            | Querétaro, Querétaro              | 2015 (10 años)  | La Corregidora                       | 34 000 | Querétaro Fútbol Club       |
| Lobos Premier                | Puebla, Puebla                    | 2017 (7 años)   | Universitario BUAP                   | 20 411 | Lobos BUAP                  |
| Pachuca Premier              | San Agustín Tlaxiaca, Hidalgo     | 2015 (10 años)  | Instalaciones Universidad del Fútbol | 1 000  | Club de Fútbol Pachuca      |
| Puebla Premier               | Puebla, Puebla                    | 2015 (10 años)  | Club Alpha 3                         | 3 000  | Club Puebla                 |
| Tiburones Rojos Premier      | Veracruz, Veracruz                | 2015 (10 años)  | Centro de Alto Rendimiento           | 4 800  | Tiburones Rojos de Veracruz |
| Toluca Premier               | Metepec, Estado de México         | 2015 (10 años)  | Instalaciones de Metepec             | 1 000  | Deportivo Toluca            |
| Universidad Nacional Premier | Ciudad de México                  | 2015 (10 años)  | La Cantera                           | 2 000  | Club Universidad Nacional   |
| Cruz Azul Hidalgo            | Ciudad Cooperativa Jasso, Hidalgo | 1993 (32 años)  | 10 de diciembre                      | 17 000 | Cruz Azul Fútbol Club       |
| Halcones                     | Cuernavaca, Morelos               | 2017 (7 años)   | Centenario                           | 14 800 |                             |
| Inter Playa                  | Playa del Carmen, Quintana Roo    | 1999 (26 años)  | Mario Villanueva Madrid              | 7 000  |                             |
| Irapuato                     | Irapuato, Guanajuato              | 1911 (114 años) | Sergio León Chávez                   | 30 000 |                             |
| La Piedad                    | La Piedad, Michoacán              | 1951 (73 años)  | Juan N. López                        | 13 356 |                             |
| Pioneros                     | Cancún, Quintana Roo              | 1984 (41 años)  | Andrés Quintana Roo                  | 17 289 |                             |
| Tuxtla                       | Tuxtla Gutiérrez, Chiapas         | 2017 (7 años)   | Víctor Manuel Reyna                  | 29 001 |                             |
| Real Zamora                  | Zamora, Michoacán                 | 1950 (74 años)  | Zamora                               | 10 000 |                             |
| Sporting Canamy              | Oaxtepec, Morelos                 | 2008 (16 años)  | Centro Vacacional IMSS Oaxtepec      | 9 000  |                             |

## Temporada 2017-18 Serie B
La Temporada 2017-18 de la Serie B se divide en dos torneos cortos, el torneo Apertura 2017 y el torneo Clausura 2018. El campeón del torneo Apertura 2017 jugará contra el campeón del torneo Clausura 2018, para así poder determinar quien ascenderá a la Serie A, o bien si se presenta el caso, el equipo que logre ganar los dos torneos en un año, ascenderá directo sin tener que jugar un partido de final. El equipo que resulte campeón en la final de ascenso accederá a la Serie A, siempre y cuando cumpla con los requisitos para competir por el ascenso a la Liga de Ascenso.

### Grupo 1
| Equipo                                            | Ciudad                            | Fundación      | Estadio                                         | Aforo  | Filial de            |
| ------------------------------------------------- | --------------------------------- | -------------- | ----------------------------------------------- | ------ | -------------------- |
| Atlético Saltillo Soccer                          | Saltillo, Coahuila                | 2017 (7 años)  | Olímpico Francisco I. Madero                    | 9 000  |                      |
| Cafessa                                           | Tlajomulco de Zúñiga, Jalisco     | 2015 (9 años)  | Unidad Deportiva Mariano Otero                  | 3 000  |                      |
| Calor                                             | Gómez Palacio, Durango            | 2001 (24 años) | Unidad Deportiva Francisco Gómez Palacio        | 5 000  |                      |
| Celaya F. C. "B"                                  | Celaya, Guanajuato                | 2008 (16 años) | Miguel Alemán Valdés                            | 23 369 | Celaya Fútbol Club   |
| Cimarrones de Sonora "B"                          | Hermosillo, Sonora                | 2015 (10 años) | Miguel Castro Servín                            | 4 000  | Cimarrones de Sonora |
| Constructores                                     | Gómez Palacio, Durango            | 2017 (7 años)  | Unidad Deportiva Francisco Gómez Palacio        | 5 000  |                      |
| Archivo:Correcaminos UAT.png Correcaminos UAT "B" | Ciudad Victoria, Tamaulipas       | 1995 (30 años) | Marte R. Gómez                                  | 10 520 | Correcaminos UAT     |
| Dorados de Sinaloa "B"                            | Navolato, Sinaloa                 | 2016 (8 años)  | Juventud                                        | 1 000  | Dorados de Sinaloa   |
| Internacional                                     | San Miguel de Allende, Guanajuato | 2017 (7 años)  | José María "Capi" Correa                        | 1 000  |                      |
| Leones Negros UdeG "B"                            | Ameca, Jalisco                    | 2013 (12 años) | Núcleo Deportivo y Centro de Espectáculos Ameca | 11 000 | Leones Negros UDG    |
| Mineros de Fresnillo                              | Fresnillo, Zacatecas              | 2007 (18 años) | Minera Fresnillo                                | 2 500  |                      |
| Mineros de Zacatecas "B"                          | Tlaltenango, Zacatecas            | 2015 (10 años) | La Alberca                                      |        | Mineros de Zacatecas |
| Sahuayo F. C.                                     | Sahuayo, Michoacán                | 2013 (12 años) | Unidad Deportiva Municipal                      | 1 000  |                      |
| UAZ                                               | Zacatecas, Zacatecas              | 1990 (35 años) | Francisco Villa                                 | 16 000 |                      |

### Grupo 2
| Equipo                 | Ciudad                              | Fundación       | Estadio                              | Aforo  | Filial de |
| ---------------------- | ----------------------------------- | --------------- | ------------------------------------ | ------ | --------- |
| Ciervos F. C.          | Chalco, Estado de México            | 2017 (7 años)   | Arreola                              | 2 000  |           |
| Chapulineros           | Oaxaca, Oaxaca                      | 1983 (42 años)  | Instituto Tecnológico de Oaxaca      | 14 950 |           |
| Cuatetes               | Acapulco, Guerrero                  | 2016 (9 años)   | Unidad Deportiva Acapulco            | 13 000 |           |
| Cuautla                | Cuautla, Morelos                    | 1952 (73 años)  | Isidro Gil Tapia                     | 5 000  |           |
| Deportivo Chimalhuacán | Chimalhuacán, Estado de México      | 2011 (14 años)  | La Laguna                            | 2 000  |           |
| Deportivo Gladiadores  | Cuautitlán, México                  | 2015 (10 años)  | Municipal Los Pinos                  | 5 000  |           |
| F. C. Satélites        | Tulancingo de Bravo, Hidalgo        | 2015 (10 años)  | Unidad Deportiva Javier Rojo Gómez   | 2 000  |           |
| Isleños F. C.          | Ciudad del Carmen, Campeche         | 2017 (7 años)   | Nelson Barrera Romellón              | 8 200  |           |
| Ocelotes UNACH         | San Cristóbal de las Casas, Chiapas | 2002 (23 años)  | Municipal San Cristóbal de las Casas | 10 000 |           |
| Orizaba                | Orizaba, Veracruz                   | 1898 (127 años) | Socum                                | 7 000  |           |
| Tecamachalco           | Huixquilucan, Estado de México      | 2000 (25 años)  | Alberto Pérez Navarro                | 3 000  |           |
| Tlaxcala               | Tlaxcala, Tlaxcala                  | 2014 (11 años)  | Tlahuicole                           | 12 000 |           |
| Yalmakan               | Puerto Morelos, Quintana Roo        | 2013 (11 años)  | U. Deportiva Colonia Pescadores      | 1 200  |           |
| Zitácuaro              | Zitácuaro, Michoacán                | 1995 (30 años)  | Ignacio López Rayón                  | 10 000 |           |

## Final por el ascenso a la Serie A
La Final de Ascenso se llevará a cabo en dos encuentros, un partido de ida y un partido de vuelta. El equipo que resulte campeón en la final de ascenso accederá a la Serie A, siempre y cuando cumpla con los requisitos para competir por el ascenso a la Liga de Ascenso.

### Final - Ida
| 1     | POR   | Bryan Meza         |     |
| 2     | DEF   | Gustavo Can        |     |
| 4     | DEF   | Axel Molina        |     |
| 5     | DEF   | José Carrillo      | 44' |
| 5     | DEF   | Julio López        |     |
| 18    | DEF   | Jesús Maldonado    |     |
| 6     | MED   | Carlos Navarro     |     |
| 17    | MED   | Javier López       |     |
| 24    | MED   | Mario Palma        |     |
| 9     | DEL   | Osvaldo Galindo    |     |
| 11    | DEL   | Marco Guzmán       | 82' |
| D. T. | D. T. | Carlos Bracamontes |     |

| 25    | POR   | Norberto Rosales  |     |
| 2     | DEF   | José Osorio       |     |
| 13    | DEF   | Marco Moctezuma   |     |
| 14    | DEF   | Brayan Zúñiga     |     |
| 21    | DEF   | Carlos Chavala    | 80' |
| 22    | DEF   | José Pool         |     |
| 7     | MED   | Manrique Velasco  | 78' |
| 8     | MED   | Roberto Hernández |     |
| 10    | MED   | Brandon Martínez  | 60' |
| 29    | MED   | Ronaldo Prieto    |     |
| 27    | DEL   | Carlo Vázquez     |     |
| D. T. | D. T. | Carlos Reynoso    |     |

| 3 | Centrocampista | Rogelio Salinas  | 44' |
| 7 | Delantero      | Luis Bracamontes | 82' |

| 23 | Centrocampista | Jesús Sánchez   | 60' |
| 11 | Delantero      | José Aguilar    | 78' |
| 16 | Centrocampista | Manuel Martínez | 80' |

| 16' · 30' | Marco Guzmán Carlos Navarro | 1:0 2:0 |

| 14' · 52' · 90' | Marco Guzmán Axel Molina Luis Bracamontes |

| 15' · 90' | Carlo Vázquez Ronaldo Prieto |

| 84' | Roberto Hernández |

| Principal  | Héctor García Moacho          |
| Asistentes | Geovanny Gabriel Rojas García |
|            | Jesús Lorenzo Soto Dávila     |
| Cuarto     | Julio César Flores Rodríguez  |

|                    |   |   |
| Tiros              | - | - |
| Tiros a puerta     | - | - |
| Faltas             | - | - |
| Saques de esquina  | - | - |
| Penaltis           | - | - |
| Fueras de juego    | - | - |
| Posesión del balón | % | % |

| Alineación inicial |

| 1     | POR   | Bryan Meza         |     |
| 2     | DEF   | Gustavo Can        |     |
| 4     | DEF   | Axel Molina        |     |
| 5     | DEF   | José Carrillo      | 44' |
| 5     | DEF   | Julio López        |     |
| 18    | DEF   | Jesús Maldonado    |     |
| 6     | MED   | Carlos Navarro     |     |
| 17    | MED   | Javier López       |     |
| 24    | MED   | Mario Palma        |     |
| 9     | DEL   | Osvaldo Galindo    |     |
| 11    | DEL   | Marco Guzmán       | 82' |
| D. T. | D. T. | Carlos Bracamontes |     |

| 25    | POR   | Norberto Rosales  |     |
| 2     | DEF   | José Osorio       |     |
| 13    | DEF   | Marco Moctezuma   |     |
| 14    | DEF   | Brayan Zúñiga     |     |
| 21    | DEF   | Carlos Chavala    | 80' |
| 22    | DEF   | José Pool         |     |
| 7     | MED   | Manrique Velasco  | 78' |
| 8     | MED   | Roberto Hernández |     |
| 10    | MED   | Brandon Martínez  | 60' |
| 29    | MED   | Ronaldo Prieto    |     |
| 27    | DEL   | Carlo Vázquez     |     |
| D. T. | D. T. | Carlos Reynoso    |     |

| 3 | Centrocampista | Rogelio Salinas  | 44' |
| 7 | Delantero      | Luis Bracamontes | 82' |

| 23 | Centrocampista | Jesús Sánchez   | 60' |
| 11 | Delantero      | José Aguilar    | 78' |
| 16 | Centrocampista | Manuel Martínez | 80' |

| 16' · 30' | Marco Guzmán Carlos Navarro | 1:0 2:0 |

| 14' · 52' · 90' | Marco Guzmán Axel Molina Luis Bracamontes |

| 15' · 90' | Carlo Vázquez Ronaldo Prieto |

| 84' | Roberto Hernández |

| Principal  | Héctor García Moacho          |
| Asistentes | Geovanny Gabriel Rojas García |
|            | Jesús Lorenzo Soto Dávila     |
| Cuarto     | Julio César Flores Rodríguez  |

|                    |   |   |
| Tiros              | - | - |
| Tiros a puerta     | - | - |
| Faltas             | - | - |
| Saques de esquina  | - | - |
| Penaltis           | - | - |
| Fueras de juego    | - | - |
| Posesión del balón | % | % |

| Alineación inicial |

| 1     | POR   | Bryan Meza         |     |
| 2     | DEF   | Gustavo Can        |     |
| 4     | DEF   | Axel Molina        |     |
| 5     | DEF   | José Carrillo      | 44' |
| 5     | DEF   | Julio López        |     |
| 18    | DEF   | Jesús Maldonado    |     |
| 6     | MED   | Carlos Navarro     |     |
| 17    | MED   | Javier López       |     |
| 24    | MED   | Mario Palma        |     |
| 9     | DEL   | Osvaldo Galindo    |     |
| 11    | DEL   | Marco Guzmán       | 82' |
| D. T. | D. T. | Carlos Bracamontes |     |

| 25    | POR   | Norberto Rosales  |     |
| 2     | DEF   | José Osorio       |     |
| 13    | DEF   | Marco Moctezuma   |     |
| 14    | DEF   | Brayan Zúñiga     |     |
| 21    | DEF   | Carlos Chavala    | 80' |
| 22    | DEF   | José Pool         |     |
| 7     | MED   | Manrique Velasco  | 78' |
| 8     | MED   | Roberto Hernández |     |
| 10    | MED   | Brandon Martínez  | 60' |
| 29    | MED   | Ronaldo Prieto    |     |
| 27    | DEL   | Carlo Vázquez     |     |
| D. T. | D. T. | Carlos Reynoso    |     |

| 3 | Centrocampista | Rogelio Salinas  | 44' |
| 7 | Delantero      | Luis Bracamontes | 82' |

| 23 | Centrocampista | Jesús Sánchez   | 60' |
| 11 | Delantero      | José Aguilar    | 78' |
| 16 | Centrocampista | Manuel Martínez | 80' |

| 16' · 30' | Marco Guzmán Carlos Navarro | 1:0 2:0 |

| 14' · 52' · 90' | Marco Guzmán Axel Molina Luis Bracamontes |

| 15' · 90' | Carlo Vázquez Ronaldo Prieto |

| 84' | Roberto Hernández |

| Principal  | Héctor García Moacho          |
| Asistentes | Geovanny Gabriel Rojas García |
|            | Jesús Lorenzo Soto Dávila     |
| Cuarto     | Julio César Flores Rodríguez  |

|                    |   |   |
| Tiros              | - | - |
| Tiros a puerta     | - | - |
| Faltas             | - | - |
| Saques de esquina  | - | - |
| Penaltis           | - | - |
| Fueras de juego    | - | - |
| Posesión del balón | % | % |

| Alineación inicial |

| 1     | POR   | Bryan Meza         |     |
| 2     | DEF   | Gustavo Can        |     |
| 4     | DEF   | Axel Molina        |     |
| 5     | DEF   | José Carrillo      | 44' |
| 5     | DEF   | Julio López        |     |
| 18    | DEF   | Jesús Maldonado    |     |
| 6     | MED   | Carlos Navarro     |     |
| 17    | MED   | Javier López       |     |
| 24    | MED   | Mario Palma        |     |
| 9     | DEL   | Osvaldo Galindo    |     |
| 11    | DEL   | Marco Guzmán       | 82' |
| D. T. | D. T. | Carlos Bracamontes |     |

| 25    | POR   | Norberto Rosales  |     |
| 2     | DEF   | José Osorio       |     |
| 13    | DEF   | Marco Moctezuma   |     |
| 14    | DEF   | Brayan Zúñiga     |     |
| 21    | DEF   | Carlos Chavala    | 80' |
| 22    | DEF   | José Pool         |     |
| 7     | MED   | Manrique Velasco  | 78' |
| 8     | MED   | Roberto Hernández |     |
| 10    | MED   | Brandon Martínez  | 60' |
| 29    | MED   | Ronaldo Prieto    |     |
| 27    | DEL   | Carlo Vázquez     |     |
| D. T. | D. T. | Carlos Reynoso    |     |

| 3 | Centrocampista | Rogelio Salinas  | 44' |
| 7 | Delantero      | Luis Bracamontes | 82' |

| 23 | Centrocampista | Jesús Sánchez   | 60' |
| 11 | Delantero      | José Aguilar    | 78' |
| 16 | Centrocampista | Manuel Martínez | 80' |

| 16' · 30' | Marco Guzmán Carlos Navarro | 1:0 2:0 |

| 14' · 52' · 90' | Marco Guzmán Axel Molina Luis Bracamontes |

| 15' · 90' | Carlo Vázquez Ronaldo Prieto |

| 84' | Roberto Hernández |

| Principal  | Héctor García Moacho          |
| Asistentes | Geovanny Gabriel Rojas García |
|            | Jesús Lorenzo Soto Dávila     |
| Cuarto     | Julio César Flores Rodríguez  |

|                    |   |   |
| Tiros              | - | - |
| Tiros a puerta     | - | - |
| Faltas             | - | - |
| Saques de esquina  | - | - |
| Penaltis           | - | - |
| Fueras de juego    | - | - |
| Posesión del balón | % | % |

| Alineación inicial |

### Final - Vuelta
| 25    | POR   | Norberto Rosales |     |
| 2     | DEF   | José Osorio      |     |
| 14    | DEF   | Brayan Zúñiga    |     |
| 21    | DEF   | Carlos Chavala   |     |
| 22    | DEF   | José Pool        |     |
| 30    | DEF   | Ángel Díaz       | 53' |
| 7     | MED   | Marinque Velasco |     |
| 10    | MED   | Brandon Martínez | 65' |
| 29    | MED   | Ronaldo Prieto   |     |
| 11    | DEL   | José Aguilar     | 57' |
| 27    | DEL   | Carlo Vázquez    |     |
| D. T. | D. T. | Carlos Reynoso   |     |

| 1     | POR   | Bryan Meza         |     |
| 2     | DEF   | Gustavo Can        |     |
| 4     | DEF   | Axel Molina        |     |
| 8     | DEF   | Julio López        |     |
| 18    | DEF   | Jesús Maldonado    |     |
| 6     | MED   | Carlos Navarro     | 84' |
| 17    | MED   | Javier López       |     |
| 3     | MED   | Rogelio Salinas    | 68' |
| 24    | MED   | Mario Palma        | 80' |
| 9     | DEL   | Osvaldo Galindo    |     |
| 11    | DEL   | Marco Guzmán       |     |
| D. T. | D. T. | Carlos Bracamontes |     |

| 23 | Centrocampista | Jesús Sánchez | 53' |
| 19 | Centrocampista | Jair Alfonso  | 57' |
| 15 | Centrocampista | José Ramírez  | 65' |

| 5  | Defensa   | José Carrillo    | 68' |
| 19 | Delantero | Héctor Pelayo    | 80' |
| 7  | Delantero | Luis Bracamontes | 84' |

| 78' | José Ramírez | 1:1 |

| 51' | Carlos Navarro | 0:1 |

| 90' | Brayan Zúñiga |

| Principal  | Juan Rafael Canales Sánchez        |
| Asistentes | Erick Duron Martínez               |
|            | Christian Rosendo Hernández Romero |
| Cuarto     | Moisés Clement Lezma               |

|                    |   |   |
| Tiros              | - | - |
| Tiros a puerta     | - | - |
| Faltas             | - | - |
| Saques de esquina  | - | - |
| Penaltis           | - | - |
| Fueras de juego    | - | - |
| Posesión del balón | % | % |

| Alineación inicial |

| 25    | POR   | Norberto Rosales |     |
| 2     | DEF   | José Osorio      |     |
| 14    | DEF   | Brayan Zúñiga    |     |
| 21    | DEF   | Carlos Chavala   |     |
| 22    | DEF   | José Pool        |     |
| 30    | DEF   | Ángel Díaz       | 53' |
| 7     | MED   | Marinque Velasco |     |
| 10    | MED   | Brandon Martínez | 65' |
| 29    | MED   | Ronaldo Prieto   |     |
| 11    | DEL   | José Aguilar     | 57' |
| 27    | DEL   | Carlo Vázquez    |     |
| D. T. | D. T. | Carlos Reynoso   |     |

| 1     | POR   | Bryan Meza         |     |
| 2     | DEF   | Gustavo Can        |     |
| 4     | DEF   | Axel Molina        |     |
| 8     | DEF   | Julio López        |     |
| 18    | DEF   | Jesús Maldonado    |     |
| 6     | MED   | Carlos Navarro     | 84' |
| 17    | MED   | Javier López       |     |
| 3     | MED   | Rogelio Salinas    | 68' |
| 24    | MED   | Mario Palma        | 80' |
| 9     | DEL   | Osvaldo Galindo    |     |
| 11    | DEL   | Marco Guzmán       |     |
| D. T. | D. T. | Carlos Bracamontes |     |

| 23 | Centrocampista | Jesús Sánchez | 53' |
| 19 | Centrocampista | Jair Alfonso  | 57' |
| 15 | Centrocampista | José Ramírez  | 65' |

| 5  | Defensa   | José Carrillo    | 68' |
| 19 | Delantero | Héctor Pelayo    | 80' |
| 7  | Delantero | Luis Bracamontes | 84' |

| 78' | José Ramírez | 1:1 |

| 51' | Carlos Navarro | 0:1 |

| 90' | Brayan Zúñiga |

| Principal  | Juan Rafael Canales Sánchez        |
| Asistentes | Erick Duron Martínez               |
|            | Christian Rosendo Hernández Romero |
| Cuarto     | Moisés Clement Lezma               |

|                    |   |   |
| Tiros              | - | - |
| Tiros a puerta     | - | - |
| Faltas             | - | - |
| Saques de esquina  | - | - |
| Penaltis           | - | - |
| Fueras de juego    | - | - |
| Posesión del balón | % | % |

| Alineación inicial |

| 25    | POR   | Norberto Rosales |     |
| 2     | DEF   | José Osorio      |     |
| 14    | DEF   | Brayan Zúñiga    |     |
| 21    | DEF   | Carlos Chavala   |     |
| 22    | DEF   | José Pool        |     |
| 30    | DEF   | Ángel Díaz       | 53' |
| 7     | MED   | Marinque Velasco |     |
| 10    | MED   | Brandon Martínez | 65' |
| 29    | MED   | Ronaldo Prieto   |     |
| 11    | DEL   | José Aguilar     | 57' |
| 27    | DEL   | Carlo Vázquez    |     |
| D. T. | D. T. | Carlos Reynoso   |     |

| 1     | POR   | Bryan Meza         |     |
| 2     | DEF   | Gustavo Can        |     |
| 4     | DEF   | Axel Molina        |     |
| 8     | DEF   | Julio López        |     |
| 18    | DEF   | Jesús Maldonado    |     |
| 6     | MED   | Carlos Navarro     | 84' |
| 17    | MED   | Javier López       |     |
| 3     | MED   | Rogelio Salinas    | 68' |
| 24    | MED   | Mario Palma        | 80' |
| 9     | DEL   | Osvaldo Galindo    |     |
| 11    | DEL   | Marco Guzmán       |     |
| D. T. | D. T. | Carlos Bracamontes |     |

| 23 | Centrocampista | Jesús Sánchez | 53' |
| 19 | Centrocampista | Jair Alfonso  | 57' |
| 15 | Centrocampista | José Ramírez  | 65' |

| 5  | Defensa   | José Carrillo    | 68' |
| 19 | Delantero | Héctor Pelayo    | 80' |
| 7  | Delantero | Luis Bracamontes | 84' |

| 78' | José Ramírez | 1:1 |

| 51' | Carlos Navarro | 0:1 |

| 90' | Brayan Zúñiga |

| Principal  | Juan Rafael Canales Sánchez        |
| Asistentes | Erick Duron Martínez               |
|            | Christian Rosendo Hernández Romero |
| Cuarto     | Moisés Clement Lezma               |

|                    |   |   |
| Tiros              | - | - |
| Tiros a puerta     | - | - |
| Faltas             | - | - |
| Saques de esquina  | - | - |
| Penaltis           | - | - |
| Fueras de juego    | - | - |
| Posesión del balón | % | % |

| Alineación inicial |

| 25    | POR   | Norberto Rosales |     |
| 2     | DEF   | José Osorio      |     |
| 14    | DEF   | Brayan Zúñiga    |     |
| 21    | DEF   | Carlos Chavala   |     |
| 22    | DEF   | José Pool        |     |
| 30    | DEF   | Ángel Díaz       | 53' |
| 7     | MED   | Marinque Velasco |     |
| 10    | MED   | Brandon Martínez | 65' |
| 29    | MED   | Ronaldo Prieto   |     |
| 11    | DEL   | José Aguilar     | 57' |
| 27    | DEL   | Carlo Vázquez    |     |
| D. T. | D. T. | Carlos Reynoso   |     |

| 1     | POR   | Bryan Meza         |     |
| 2     | DEF   | Gustavo Can        |     |
| 4     | DEF   | Axel Molina        |     |
| 8     | DEF   | Julio López        |     |
| 18    | DEF   | Jesús Maldonado    |     |
| 6     | MED   | Carlos Navarro     | 84' |
| 17    | MED   | Javier López       |     |
| 3     | MED   | Rogelio Salinas    | 68' |
| 24    | MED   | Mario Palma        | 80' |
| 9     | DEL   | Osvaldo Galindo    |     |
| 11    | DEL   | Marco Guzmán       |     |
| D. T. | D. T. | Carlos Bracamontes |     |

| 23 | Centrocampista | Jesús Sánchez | 53' |
| 19 | Centrocampista | Jair Alfonso  | 57' |
| 15 | Centrocampista | José Ramírez  | 65' |

| 5  | Defensa   | José Carrillo    | 68' |
| 19 | Delantero | Héctor Pelayo    | 80' |
| 7  | Delantero | Luis Bracamontes | 84' |

| 78' | José Ramírez | 1:1 |

| 51' | Carlos Navarro | 0:1 |

| 90' | Brayan Zúñiga |

| Principal  | Juan Rafael Canales Sánchez        |
| Asistentes | Erick Duron Martínez               |
|            | Christian Rosendo Hernández Romero |
| Cuarto     | Moisés Clement Lezma               |

|                    |   |   |
| Tiros              | - | - |
| Tiros a puerta     | - | - |
| Faltas             | - | - |
| Saques de esquina  | - | - |
| Penaltis           | - | - |
| Fueras de juego    | - | - |
| Posesión del balón | % | % |

| Alineación inicial |

| Campeón de Ascenso 2017-18 |
| -------------------------- |
|                            |
| Yalmakan Fútbol Club       |
| 2° Título                  |
| Asciende a la Serie A      |

## Final por el ascenso a la Liga de Ascenso
La Final de Ascenso se llevará a cabo en dos encuentros, un partido de ida y un partido de vuelta.

### Final - Ida
| 12    | POR   | Jesús Montoya    |     |
| 5     | DEF   | Francisco Medina |     |
| 3     | DEF   | Alan Soria       |     |
| 14    | DEF   | Salvador Ojeda   |     |
| 4     | DEF   | Daniel Aguiñaga  |     |
| 7     | MED   | Moisés Ramos     | 74' |
| 6     | MED   | Román Reynoso    |     |
| 23    | MED   | José Ruíz        |     |
| 8     | MED   | Antonio Torres   | 78' |
| 9     | DEL   | Juan López       | 86' |
| 10    | DEL   | Luis Rodríguez   |     |
| D. T. | D. T. | Enrique López    |     |

| 23    | POR   | Miguel Tejeda   |     |
| 2     | DEF   | Cristian Ocaña  |     |
| 4     | DEF   | Carlos Arreola  |     |
| 8     | DEF   | Óscar Becerra   |     |
| 22    | DEF   | Raúl Valdéz     | 66' |
| 16    | MED   | José Meza       |     |
| 10    | MED   | Aldo Monzonis   | 80' |
| 5     | MED   | Benjamín Méndez |     |
| 28    | DEL   | Luis García     |     |
| 19    | DEL   | Eduardo Mendoza | 60' |
| 27    | DEL   | Víctor Mañón    |     |
| D. T. | D. T. | Víctor Mora     |     |

| 17 | Delantero      | Oscar Saavedra | 74' |
| 11 | Centrocampista | Fabrizio Díaz  | 78' |
| 24 | Defensa        | José Calderón  | 86' |

| 6  | Centrocampista | Pedro Hernández | 60' |
| 20 | Centrocampista | Miguel Guzmán   | 66' |
| 24 | Delantero      | Miguel Nuño     | 80' |

| 33' · 82' | Luis Rodríguez José Ruíz | 1:0 2:0 |

| 71' · 81' | Moisés Ramos José Ruíz |

| 45' | Aldo Monzonis |

| Principal  | Jesús Roberto Ruíz González   |
| Asistentes | Isaac Javier Farías Moreno    |
|            | Jaime Daniel González Ramírez |
| Cuarto     | Edgardo Espejo Tello          |

|                    |   |   |
| Tiros              | - | - |
| Tiros a puerta     | - | - |
| Faltas             | - | - |
| Saques de esquina  | - | - |
| Penaltis           | - | - |
| Fueras de juego    | - | - |
| Posesión del balón | % | % |

| Alineación inicial |

| 12    | POR   | Jesús Montoya    |     |
| 5     | DEF   | Francisco Medina |     |
| 3     | DEF   | Alan Soria       |     |
| 14    | DEF   | Salvador Ojeda   |     |
| 4     | DEF   | Daniel Aguiñaga  |     |
| 7     | MED   | Moisés Ramos     | 74' |
| 6     | MED   | Román Reynoso    |     |
| 23    | MED   | José Ruíz        |     |
| 8     | MED   | Antonio Torres   | 78' |
| 9     | DEL   | Juan López       | 86' |
| 10    | DEL   | Luis Rodríguez   |     |
| D. T. | D. T. | Enrique López    |     |

| 23    | POR   | Miguel Tejeda   |     |
| 2     | DEF   | Cristian Ocaña  |     |
| 4     | DEF   | Carlos Arreola  |     |
| 8     | DEF   | Óscar Becerra   |     |
| 22    | DEF   | Raúl Valdéz     | 66' |
| 16    | MED   | José Meza       |     |
| 10    | MED   | Aldo Monzonis   | 80' |
| 5     | MED   | Benjamín Méndez |     |
| 28    | DEL   | Luis García     |     |
| 19    | DEL   | Eduardo Mendoza | 60' |
| 27    | DEL   | Víctor Mañón    |     |
| D. T. | D. T. | Víctor Mora     |     |

| 17 | Delantero      | Oscar Saavedra | 74' |
| 11 | Centrocampista | Fabrizio Díaz  | 78' |
| 24 | Defensa        | José Calderón  | 86' |

| 6  | Centrocampista | Pedro Hernández | 60' |
| 20 | Centrocampista | Miguel Guzmán   | 66' |
| 24 | Delantero      | Miguel Nuño     | 80' |

| 33' · 82' | Luis Rodríguez José Ruíz | 1:0 2:0 |

| 71' · 81' | Moisés Ramos José Ruíz |

| 45' | Aldo Monzonis |

| Principal  | Jesús Roberto Ruíz González   |
| Asistentes | Isaac Javier Farías Moreno    |
|            | Jaime Daniel González Ramírez |
| Cuarto     | Edgardo Espejo Tello          |

|                    |   |   |
| Tiros              | - | - |
| Tiros a puerta     | - | - |
| Faltas             | - | - |
| Saques de esquina  | - | - |
| Penaltis           | - | - |
| Fueras de juego    | - | - |
| Posesión del balón | % | % |

| Alineación inicial |

| 12    | POR   | Jesús Montoya    |     |
| 5     | DEF   | Francisco Medina |     |
| 3     | DEF   | Alan Soria       |     |
| 14    | DEF   | Salvador Ojeda   |     |
| 4     | DEF   | Daniel Aguiñaga  |     |
| 7     | MED   | Moisés Ramos     | 74' |
| 6     | MED   | Román Reynoso    |     |
| 23    | MED   | José Ruíz        |     |
| 8     | MED   | Antonio Torres   | 78' |
| 9     | DEL   | Juan López       | 86' |
| 10    | DEL   | Luis Rodríguez   |     |
| D. T. | D. T. | Enrique López    |     |

| 23    | POR   | Miguel Tejeda   |     |
| 2     | DEF   | Cristian Ocaña  |     |
| 4     | DEF   | Carlos Arreola  |     |
| 8     | DEF   | Óscar Becerra   |     |
| 22    | DEF   | Raúl Valdéz     | 66' |
| 16    | MED   | José Meza       |     |
| 10    | MED   | Aldo Monzonis   | 80' |
| 5     | MED   | Benjamín Méndez |     |
| 28    | DEL   | Luis García     |     |
| 19    | DEL   | Eduardo Mendoza | 60' |
| 27    | DEL   | Víctor Mañón    |     |
| D. T. | D. T. | Víctor Mora     |     |

| 17 | Delantero      | Oscar Saavedra | 74' |
| 11 | Centrocampista | Fabrizio Díaz  | 78' |
| 24 | Defensa        | José Calderón  | 86' |

| 6  | Centrocampista | Pedro Hernández | 60' |
| 20 | Centrocampista | Miguel Guzmán   | 66' |
| 24 | Delantero      | Miguel Nuño     | 80' |

| 33' · 82' | Luis Rodríguez José Ruíz | 1:0 2:0 |

| 71' · 81' | Moisés Ramos José Ruíz |

| 45' | Aldo Monzonis |

| Principal  | Jesús Roberto Ruíz González   |
| Asistentes | Isaac Javier Farías Moreno    |
|            | Jaime Daniel González Ramírez |
| Cuarto     | Edgardo Espejo Tello          |

|                    |   |   |
| Tiros              | - | - |
| Tiros a puerta     | - | - |
| Faltas             | - | - |
| Saques de esquina  | - | - |
| Penaltis           | - | - |
| Fueras de juego    | - | - |
| Posesión del balón | % | % |

| Alineación inicial |

| 12    | POR   | Jesús Montoya    |     |
| 5     | DEF   | Francisco Medina |     |
| 3     | DEF   | Alan Soria       |     |
| 14    | DEF   | Salvador Ojeda   |     |
| 4     | DEF   | Daniel Aguiñaga  |     |
| 7     | MED   | Moisés Ramos     | 74' |
| 6     | MED   | Román Reynoso    |     |
| 23    | MED   | José Ruíz        |     |
| 8     | MED   | Antonio Torres   | 78' |
| 9     | DEL   | Juan López       | 86' |
| 10    | DEL   | Luis Rodríguez   |     |
| D. T. | D. T. | Enrique López    |     |

| 23    | POR   | Miguel Tejeda   |     |
| 2     | DEF   | Cristian Ocaña  |     |
| 4     | DEF   | Carlos Arreola  |     |
| 8     | DEF   | Óscar Becerra   |     |
| 22    | DEF   | Raúl Valdéz     | 66' |
| 16    | MED   | José Meza       |     |
| 10    | MED   | Aldo Monzonis   | 80' |
| 5     | MED   | Benjamín Méndez |     |
| 28    | DEL   | Luis García     |     |
| 19    | DEL   | Eduardo Mendoza | 60' |
| 27    | DEL   | Víctor Mañón    |     |
| D. T. | D. T. | Víctor Mora     |     |

| 17 | Delantero      | Oscar Saavedra | 74' |
| 11 | Centrocampista | Fabrizio Díaz  | 78' |
| 24 | Defensa        | José Calderón  | 86' |

| 6  | Centrocampista | Pedro Hernández | 60' |
| 20 | Centrocampista | Miguel Guzmán   | 66' |
| 24 | Delantero      | Miguel Nuño     | 80' |

| 33' · 82' | Luis Rodríguez José Ruíz | 1:0 2:0 |

| 71' · 81' | Moisés Ramos José Ruíz |

| 45' | Aldo Monzonis |

| Principal  | Jesús Roberto Ruíz González   |
| Asistentes | Isaac Javier Farías Moreno    |
|            | Jaime Daniel González Ramírez |
| Cuarto     | Edgardo Espejo Tello          |

|                    |   |   |
| Tiros              | - | - |
| Tiros a puerta     | - | - |
| Faltas             | - | - |
| Saques de esquina  | - | - |
| Penaltis           | - | - |
| Fueras de juego    | - | - |
| Posesión del balón | % | % |

| Alineación inicial |

### Final - Vuelta
| 23    | POR   | Miguel Tejeda   |     |
| 2     | DEF   | Cristian Ocaña  |     |
| 4     | DEF   | Carlos Arreola  |     |
| 8     | DEF   | Oscar Becerra   |     |
| 5     | MED   | Benjamín Méndez |     |
| 10    | MED   | Aldo Monzonis   | 76' |
| 16    | MED   | José Meza       |     |
| 20    | MED   | Miguel Guzmán   | 81' |
| 19    | DEL   | Eduardo Mendoza | 85' |
| 27    | DEL   | Víctor Mañón    |     |
| 28    | DEL   | Luis García     |     |
| D. T. | D. T. | Víctor Mora     |     |

| 12    | POR   | Jesús Montoya       |     |
| 4     | DEF   | Daniel Aguiñaga     |     |
| 5     | DEF   | Francisco Medina    | 56' |
| 23    | DEF   | José Ruíz           |     |
| 3     | DEF   | Alan Soria          |     |
| 7     | MED   | Moisés Ramos        |     |
| 8     | MED   | Antonio Torres      | 87' |
| 10    | MED   | Luis Rodríguez      |     |
| 14    | MED   | Salvador Ojeda      |     |
| 6     | MED   | Román Reynoso       | 76' |
| 9     | DEL   | Juan López          |     |
| D. T. | D. T. | Enrique López Zarza |     |

| 6  | Centrocampista | Pedro Hernández | 76' |
| 22 | Defensa        | Raúl Valdéz     | 81' |
| 9  | Delantero      | Marco Granados  | 85' |

| 2  | Defensa        | Abrahám Chávez | 56' |
| 17 | Delantero      | Oscar Saavedra | 76' |
| 11 | Centrocampista | Fabrizio Díaz  | 87' |

| 4' · 12' | Víctor Mañón | 1:0 2:0 |

| Sí · No · Sí · Sí · No | Víctor Mañón Marco Granados Pedro Hernández Oscar Becerra Raúl Valdéz | 1:1 2:2 3:3 3:4 |

| Sí · No · Sí · Sí · Sí | Moisés Ramos Oscar Saavedra José Ruíz Fabrizio Díaz Luis Rodríguez | 0:1 1:1 1:2 2:3 3:4 |

| 10' · 36' | Alan Soria Daniel Aguiñaga |

| Principal  | Guillermo Pacheco Larios           |
| Asistentes | Leonardo Javier Castillo Rodríguez |
|            | Jonathan Maximiliano Gómez Olmos   |
| Cuarto     | Ricardo Ulises Norman Ortiz        |

|                    |   |   |
| Tiros              | - | - |
| Tiros a puerta     | - | - |
| Faltas             | - | - |
| Saques de esquina  | - | - |
| Penaltis           | - | - |
| Fueras de juego    | - | - |
| Posesión del balón | % | % |

| Alineación inicial |

| 23    | POR   | Miguel Tejeda   |     |
| 2     | DEF   | Cristian Ocaña  |     |
| 4     | DEF   | Carlos Arreola  |     |
| 8     | DEF   | Oscar Becerra   |     |
| 5     | MED   | Benjamín Méndez |     |
| 10    | MED   | Aldo Monzonis   | 76' |
| 16    | MED   | José Meza       |     |
| 20    | MED   | Miguel Guzmán   | 81' |
| 19    | DEL   | Eduardo Mendoza | 85' |
| 27    | DEL   | Víctor Mañón    |     |
| 28    | DEL   | Luis García     |     |
| D. T. | D. T. | Víctor Mora     |     |

| 12    | POR   | Jesús Montoya       |     |
| 4     | DEF   | Daniel Aguiñaga     |     |
| 5     | DEF   | Francisco Medina    | 56' |
| 23    | DEF   | José Ruíz           |     |
| 3     | DEF   | Alan Soria          |     |
| 7     | MED   | Moisés Ramos        |     |
| 8     | MED   | Antonio Torres      | 87' |
| 10    | MED   | Luis Rodríguez      |     |
| 14    | MED   | Salvador Ojeda      |     |
| 6     | MED   | Román Reynoso       | 76' |
| 9     | DEL   | Juan López          |     |
| D. T. | D. T. | Enrique López Zarza |     |

| 6  | Centrocampista | Pedro Hernández | 76' |
| 22 | Defensa        | Raúl Valdéz     | 81' |
| 9  | Delantero      | Marco Granados  | 85' |

| 2  | Defensa        | Abrahám Chávez | 56' |
| 17 | Delantero      | Oscar Saavedra | 76' |
| 11 | Centrocampista | Fabrizio Díaz  | 87' |

| 4' · 12' | Víctor Mañón | 1:0 2:0 |

| Sí · No · Sí · Sí · No | Víctor Mañón Marco Granados Pedro Hernández Oscar Becerra Raúl Valdéz | 1:1 2:2 3:3 3:4 |

| Sí · No · Sí · Sí · Sí | Moisés Ramos Oscar Saavedra José Ruíz Fabrizio Díaz Luis Rodríguez | 0:1 1:1 1:2 2:3 3:4 |

| 10' · 36' | Alan Soria Daniel Aguiñaga |

| Principal  | Guillermo Pacheco Larios           |
| Asistentes | Leonardo Javier Castillo Rodríguez |
|            | Jonathan Maximiliano Gómez Olmos   |
| Cuarto     | Ricardo Ulises Norman Ortiz        |

|                    |   |   |
| Tiros              | - | - |
| Tiros a puerta     | - | - |
| Faltas             | - | - |
| Saques de esquina  | - | - |
| Penaltis           | - | - |
| Fueras de juego    | - | - |
| Posesión del balón | % | % |

| Alineación inicial |

| 23    | POR   | Miguel Tejeda   |     |
| 2     | DEF   | Cristian Ocaña  |     |
| 4     | DEF   | Carlos Arreola  |     |
| 8     | DEF   | Oscar Becerra   |     |
| 5     | MED   | Benjamín Méndez |     |
| 10    | MED   | Aldo Monzonis   | 76' |
| 16    | MED   | José Meza       |     |
| 20    | MED   | Miguel Guzmán   | 81' |
| 19    | DEL   | Eduardo Mendoza | 85' |
| 27    | DEL   | Víctor Mañón    |     |
| 28    | DEL   | Luis García     |     |
| D. T. | D. T. | Víctor Mora     |     |

| 12    | POR   | Jesús Montoya       |     |
| 4     | DEF   | Daniel Aguiñaga     |     |
| 5     | DEF   | Francisco Medina    | 56' |
| 23    | DEF   | José Ruíz           |     |
| 3     | DEF   | Alan Soria          |     |
| 7     | MED   | Moisés Ramos        |     |
| 8     | MED   | Antonio Torres      | 87' |
| 10    | MED   | Luis Rodríguez      |     |
| 14    | MED   | Salvador Ojeda      |     |
| 6     | MED   | Román Reynoso       | 76' |
| 9     | DEL   | Juan López          |     |
| D. T. | D. T. | Enrique López Zarza |     |

| 6  | Centrocampista | Pedro Hernández | 76' |
| 22 | Defensa        | Raúl Valdéz     | 81' |
| 9  | Delantero      | Marco Granados  | 85' |

| 2  | Defensa        | Abrahám Chávez | 56' |
| 17 | Delantero      | Oscar Saavedra | 76' |
| 11 | Centrocampista | Fabrizio Díaz  | 87' |

| 4' · 12' | Víctor Mañón | 1:0 2:0 |

| Sí · No · Sí · Sí · No | Víctor Mañón Marco Granados Pedro Hernández Oscar Becerra Raúl Valdéz | 1:1 2:2 3:3 3:4 |

| Sí · No · Sí · Sí · Sí | Moisés Ramos Oscar Saavedra José Ruíz Fabrizio Díaz Luis Rodríguez | 0:1 1:1 1:2 2:3 3:4 |

| 10' · 36' | Alan Soria Daniel Aguiñaga |

| Principal  | Guillermo Pacheco Larios           |
| Asistentes | Leonardo Javier Castillo Rodríguez |
|            | Jonathan Maximiliano Gómez Olmos   |
| Cuarto     | Ricardo Ulises Norman Ortiz        |

|                    |   |   |
| Tiros              | - | - |
| Tiros a puerta     | - | - |
| Faltas             | - | - |
| Saques de esquina  | - | - |
| Penaltis           | - | - |
| Fueras de juego    | - | - |
| Posesión del balón | % | % |

| Alineación inicial |

| 23    | POR   | Miguel Tejeda   |     |
| 2     | DEF   | Cristian Ocaña  |     |
| 4     | DEF   | Carlos Arreola  |     |
| 8     | DEF   | Oscar Becerra   |     |
| 5     | MED   | Benjamín Méndez |     |
| 10    | MED   | Aldo Monzonis   | 76' |
| 16    | MED   | José Meza       |     |
| 20    | MED   | Miguel Guzmán   | 81' |
| 19    | DEL   | Eduardo Mendoza | 85' |
| 27    | DEL   | Víctor Mañón    |     |
| 28    | DEL   | Luis García     |     |
| D. T. | D. T. | Víctor Mora     |     |

| 12    | POR   | Jesús Montoya       |     |
| 4     | DEF   | Daniel Aguiñaga     |     |
| 5     | DEF   | Francisco Medina    | 56' |
| 23    | DEF   | José Ruíz           |     |
| 3     | DEF   | Alan Soria          |     |
| 7     | MED   | Moisés Ramos        |     |
| 8     | MED   | Antonio Torres      | 87' |
| 10    | MED   | Luis Rodríguez      |     |
| 14    | MED   | Salvador Ojeda      |     |
| 6     | MED   | Román Reynoso       | 76' |
| 9     | DEL   | Juan López          |     |
| D. T. | D. T. | Enrique López Zarza |     |

| 6  | Centrocampista | Pedro Hernández | 76' |
| 22 | Defensa        | Raúl Valdéz     | 81' |
| 9  | Delantero      | Marco Granados  | 85' |

| 2  | Defensa        | Abrahám Chávez | 56' |
| 17 | Delantero      | Oscar Saavedra | 76' |
| 11 | Centrocampista | Fabrizio Díaz  | 87' |

| 4' · 12' | Víctor Mañón | 1:0 2:0 |

| Sí · No · Sí · Sí · No | Víctor Mañón Marco Granados Pedro Hernández Oscar Becerra Raúl Valdéz | 1:1 2:2 3:3 3:4 |

| Sí · No · Sí · Sí · Sí | Moisés Ramos Oscar Saavedra José Ruíz Fabrizio Díaz Luis Rodríguez | 0:1 1:1 1:2 2:3 3:4 |

| 10' · 36' | Alan Soria Daniel Aguiñaga |

| Principal  | Guillermo Pacheco Larios           |
| Asistentes | Leonardo Javier Castillo Rodríguez |
|            | Jonathan Maximiliano Gómez Olmos   |
| Cuarto     | Ricardo Ulises Norman Ortiz        |

|                    |   |   |
| Tiros              | - | - |
| Tiros a puerta     | - | - |
| Faltas             | - | - |
| Saques de esquina  | - | - |
| Penaltis           | - | - |
| Fueras de juego    | - | - |
| Posesión del balón | % | % |

| Alineación inicial |

| Campeón de Ascenso 2017-18    |
| ----------------------------- |
|                               |
| Tepatitlán                    |
| 1° Título                     |
| Asciende a la Liga de Ascenso |